# Pianiste par amour
Pour les articles homonymes, voir Un grand amour.
Pour plus de détails, voir Fiche technique et Distribution.
Pianiste par amour (ou Un grand amour) est un film muet français réalisé par Georges Denola, sorti en 1912.

## Fiche technique
- Titre : Pianiste par amour
- Titre de travail : Un grand amour
- Réalisation : Georges Denola
- Scénario : Cinq-Léon
- Photographie :
- Montage :
- Producteur :
- Société de production : Société cinématographique des auteurs et gens de lettres (S.C.A.G.L)
- Société de distribution :  Pathé Frères
- Pays d'origine :  France
- Langue : film muet avec les intertitres en français
- Format : Noir et blanc — 35 mm — 1,33:1 — Muet
- Genre : Comédie
- Métrage : 175 mètres
- Durée : 6 minutes
- Dates de sortie :
  -  France : avril 1912

## Distribution
- Marguerite Lavigne : Léocadie Petibras
- Paul Landrin
- Émile Mylo
- Louis Blanche
- Gabrielle Chalon